# Mikuláš II. Esterházy z Galanty
Mikuláš II. kníže Esterházy z Galanty (německy Nikolaus II. Fürst Esterházy de Galantha, maďarsky Galántai herceg Esterházy II. Miklós; 12. prosince 1765 Vídeň – 25. listopadu 1833 Como) byl uherský šlechtic z rodu Esterházy, od roku 1794 hlava rodu a majorátní pán. Díky svému velkolepému dvoru, budovám a zahradám a především rozsáhlým uměleckým sbírkám vstoupil do historie s přídomkem „Il Magnifico“ (Nádherný).
Od mládí sloužil v císařské armádě, s ohledem na svůj původ rychle postupoval v hodnostech a v letech 1803–1833 zastával čestnou funkci kapitána uherské královské gardy. Ve vojsku dosáhl druhé nejvyšší hodnosti polního zbrojmistra (1817). V roce 1808 mu byl udělen Řád zlatého rouna a téhož roku se stal čestným členem Vídeňské akademie umění, od roku 1804 byl pánem z Edelstettenu (okněžněné hrabství) a tak i říšským knížetem s virilním hlasem a v roce 1828 pánem na ostrově Mainau.
Soudobé zdroje ho popisovaly jako okouzlujícího, vzdělaného, neklidného, nevypočitatelného a činorodého.
Mikuláš II. propagoval umění, stavitelství, sběratelství, skládání hudby, její aranžování a inscenování. Umění mělo představiteli vysoké aristokracie habsburské monarchie pomoci dosáhnout nesmrtelnosti. Bylo to v době, kdy šlechta mezi lety 1789 a 1848 bojovala o nadvládu ve státě a společnosti.

## Životopis

### Mládí a výchova (1765–1794)

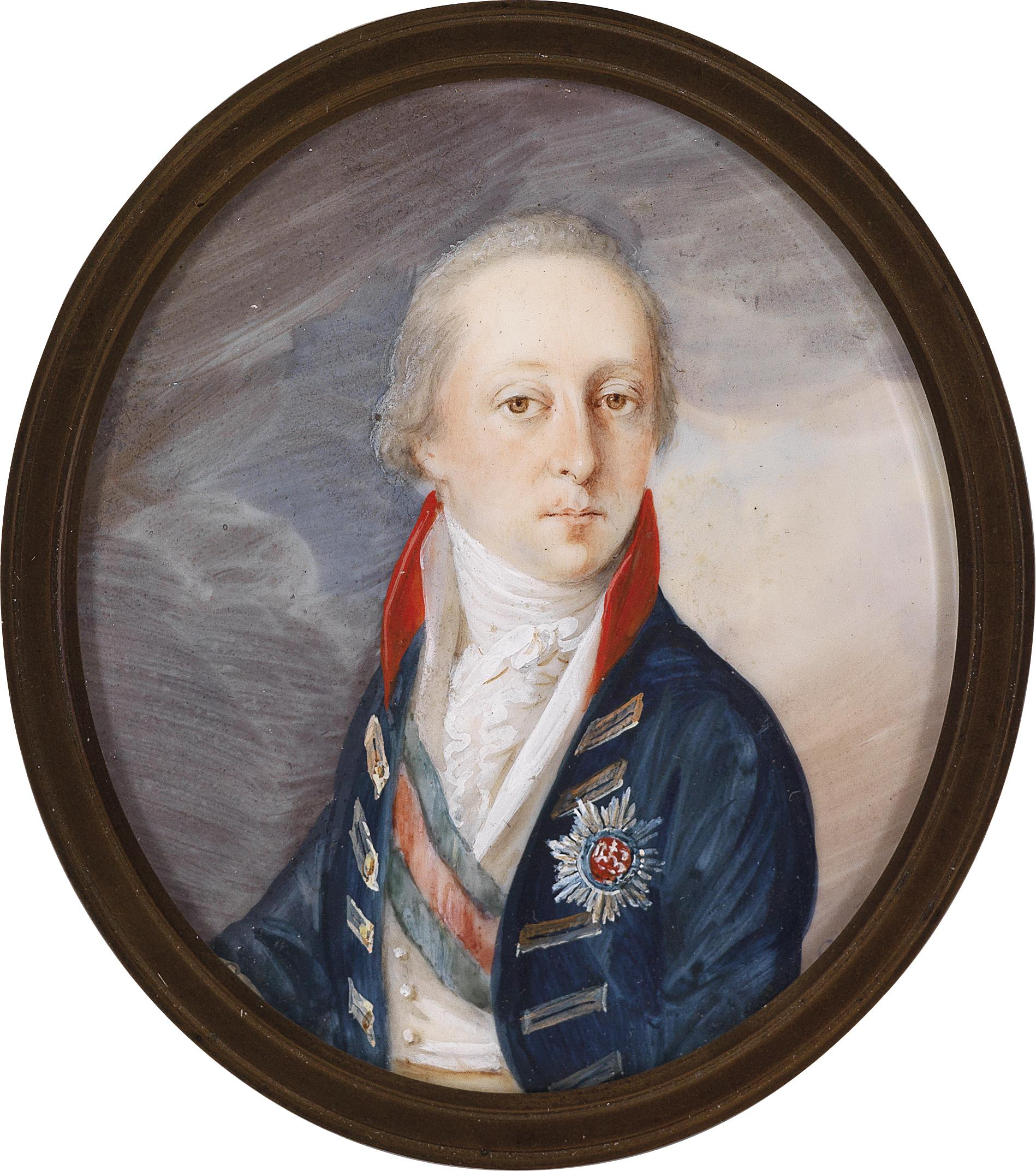
Mikuláš II. Esterházy (miniatura od Josepha Lancedelliho, 1803)

Narodil se jako nejstarší syn budoucího knížete Antonína I. Esterházyho z Galanty (1738–1794) a jeho manželky Marie Terezie Erdődyová z Monyorókerék a Monoszló (1745–1782).
Dědičný princ (do roku 1783 hrabě) Mikuláš byl vychován na dvoře svého dědečka, knížete Mikuláše I. Esterházyho (1714–1790), zcela v duchu starého režimu (Ancien Régime). Na zámku Eszterháza ve Fertődu v Uhrách se chlapec seznámil s italskou operou a dílem knížecího kapelníka Josepha Haydna, ale také s projevováním prestiže prostřednictvím umění a okázalosti v duchu absolutismu.
V letech 1779 až 1782 navštěvoval Mikuláš a jeho mladší bratr Antonín Collegium Juricum v Egeru, kde byl biskupem jeho příbuzný hrabě Karel Eszterházy (1725–1782).
Ve Vídni se 15. září 1783 oženil s lichtenštejnskou princeznou Marií Josefou Hermenegildou, dcerou knížete Františka Josefa I. z Liechtensteinu (1726–1781) a Leopoldiny, roz. říšské hraběnky ze Sternbergu (Šternberka) (1733–1809). V době sňatku ženichovi bylo sedmnáct let, nevěstě pouze patnáct. Jeho švagrem byl pozdější polní maršál Jan I. z Liechtensteinu (1760–1836).
Už den po svatbě, která se konala v malém rodinném kruhu, se Mikuláš se svým pobočníkem Jeanem-Fredericem-Antoinem Dattilym vydal na kavalírskou cestu do Itálie, kde zůstal až do dubna 1784. V Neapoli pobýval mladý Mikuláš delší dobu u svého bratrance, císařského velvyslance Antonína hraběte z Lamberg-Sprinzensteinu (1740–1822), který byl slavným sběratelem a znalcem umění a stal se celoživotním rádcem budoucího knížete.
V roce 1786 začal Mikuláš své vojenské vzdělání v Linci a v roce 1790 byl vyslán do Vídně jako poručík k uherské šlechtické tělesné gardě.
V roce 1786 se narodil dědičný princ Pavel Antonín a v roce 1788 následovala princezna Leopoldina, pozdější manželka prince Mořice z Liechtensteinu. Teprve v roce 1799 se narodil princ Mikuláš (zvaný Nickerl, zemřel 1833), který trpěl duševním postižením.

### Pánem majorátu (1794–1802)

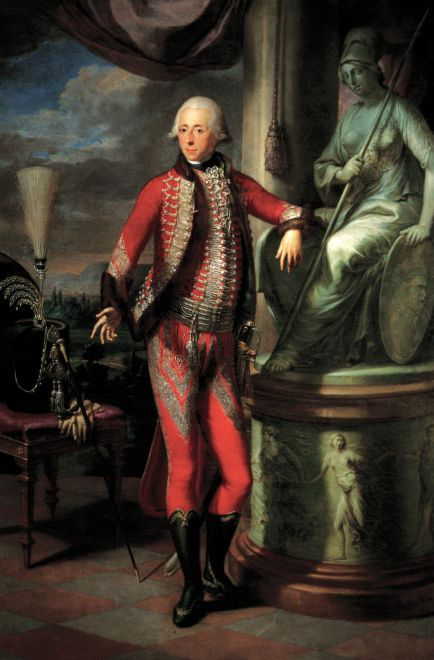
Mikuláš II. kníže Esterházy (olejomalba Martina Knollera, 1793)

V roce 1792 dědičný princ Mikuláš doprovázel do Frankfurtu nad Mohanem otce Antonía I., který plnil roli korunovačního vyslance při volbě arcivévody Františka římským císařem a jeho následné korunovaci. V roce 1794 převzal Mikuláš po otci majorátní panství s velkou pompou, k níž inspiraci načerpal při cestě do Frankfurtu. Nový kníže Mikuláš II. zinscenoval svou velkolepou inauguraci jako majorátního pána v Eisenstadtu, zároveň byl jmenován vrchním županem v Šoproni. Mikuláš II. následně zahájil četné hospodářské experimenty, nechal obnovit administrativu, zapojil se do poštovnictví a začal velmi úspěšně rozšiřovat chov ovcí na svých hornouherských panstvích. Ovčí vlna se v příštích letech stala hlavním zdrojem příjmů Esterházyů, kteří v té době ovládali přes 431 000 hektarů ve 29 panstvích se zhruba 360 000 poddanými, a kteří téměř disponovali právy suverénních knížat. Mikuláš II. byl jedním z nejbohatších mužů v Evropě.
Od prosince 1794 do června 1795 kníže Mikuláš podnikl další cestu do Itálie, kde se setkal se všemi velikány intelektuálního života v Římě a Neapoli. Doprovázel ho jeho mentor Antonín z Lamberg-Sprinzensteinu, přátelil se s anglickým princem Augustem Frederickem, vévodou ze Sussexu, nechal svou manželku a svou milenku portrétovat Angelikou Kauffmannovou a od berlínského archeologa Aloyse Hirta získal rady ohledně nákupu umění. Cílem bylo vybudovat sbírku obrazů, jejíž základ vytvořily tehdy v Itálii zakoupené obrazy a kresby Correggia, Andrey del Sarto, Antona Raphaela Mengse, Jacoba Philippa Hackerta, Wilhelma Friedricha Gmelina a dalších.
Velkou proslulost v této době získala zahrada kolem knížecího paláce na Wiener Landstraße (pozdější Palác Arenberg). Budovy, galerie a zařízení byly knížecím experimentem pro plány přestavby jeho rezidence v Eisenstadtu. Návrhy budov v zahradě na Landstraße pocházely od francouzského architekta Jean-Françoise Thomase de Thomona.
Od roku 1802 až do své smrti byl majitelem 32. pěšího pluku.

### Vrcholné období a kulturní krajina Eisenstadtu (1803–1813)

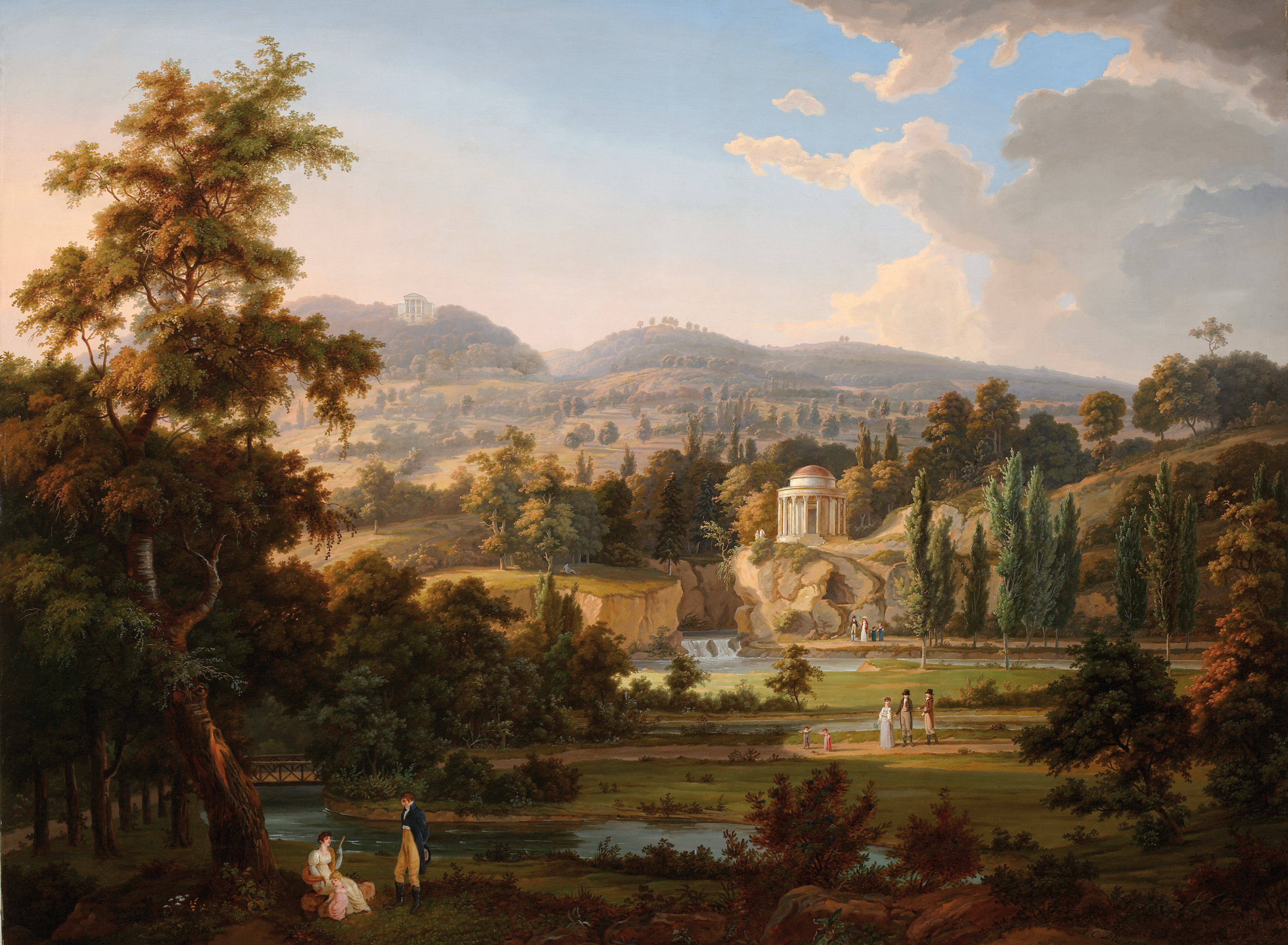
Pohled na zahradu v Eisenstdtu (olejomalba Alberta Christopha Dies, 1808)

Poté, co kníže Mikuláš II. během velké cesty do Paříže a Londýna od prosince 1802 do srpna 1803 načerpal zkušenosti týkající se luxusních předmětů, architektury, zahradního designu, techniky a umění, zahájil od podzimu 1803 proměnu panství Eisenstadt, rodového sídla knížecí rodiny. Inicioval přestavbu zámku Esterházy v Eisenstadtu v klasicistním stylu, plánoval budovu opery a galerii pro své rostoucí umělecké sbírky a nechal vytvořit zahrady ve stylu anglické krajinářské zahrady. Četné zahradní stavby, lovecké zámečky a úřední domy byly postaveny pod vedením architekta Charlese de Moreau, se kterým se Mikuláš seznámil v Paříži. Proslulá je strojovna v eisenstadtské zahradě, ve které byl instalován první parní stroj habsburské monarchie. Ten si s sebou Mikuláš přivezl z Londýna, aby poháněl fontány. Měla vzniknout rozlehlá kulturní krajina s vesnicemi, alejemi, lesy, loukami, zahradami a zámky.
Mikuláš rozvíjel na svém eisenstadtském dvoře bohatý divadelní a operní život, o který se zasloužili stárnoucí Joseph Haydn a Johann Nepomuk Hummel.
Kníže spolupracoval s odborníky na rozšíření knihovny. Na rady kurátorů György Gaála a Ludwiga Wielanda koupil celé sbírky obrazů a grafik a s pomocí Josepha Fischera rozšířil sbírku hornin a mušlí. Sbírka duchovních hudebnin a rostlinné sbírky patřily k největším svého druhu v habsburské monarchii.
Kníže se jako divadelní podnikatel podílel na inscenacích Burgtheateru a Divadla na Vídeňce, kde se mu jako členu direkce dvorního divadla v roce 1809 téměř podařilo angažovat slavného Augusta Wilhelma Ifflanda. Dočasně také podporoval Ludwiga van Beethovena . Za koaličních válek se Esterházy stal významným finančníkem vojsk a se svou zemědělskou výrobou a chovem ovcí v Uhrách představoval důležitý zdroj zásob pro císařskou armádu.
V této době dosáhl Mikuláš II. vrcholu své moci, když císař František I. povýšil panství Edelstetten v Bavorsku, které získal Mikuláš v roce 1804 od knížete Charlese de Ligne, na říšské knížectví. Přestože panství Edelstetten bylo jen malé, otevřelo cestu knížecímu rodu Esterházyů do bezprostřední říšské politiky, neboť jim dalo hlas v říšské knížecí radě Svaté říše římské. Mikulášův titul jako hlavy rodu zněl kníže Esterházy z Galanty, okněžněný hrabě z Edelstettenu, hrabě z Forchtensteinu (německy Fürst Esterhazy von Galantha, gefürsteter Graf zu Edelstetten, Graf von Frochtenstein).

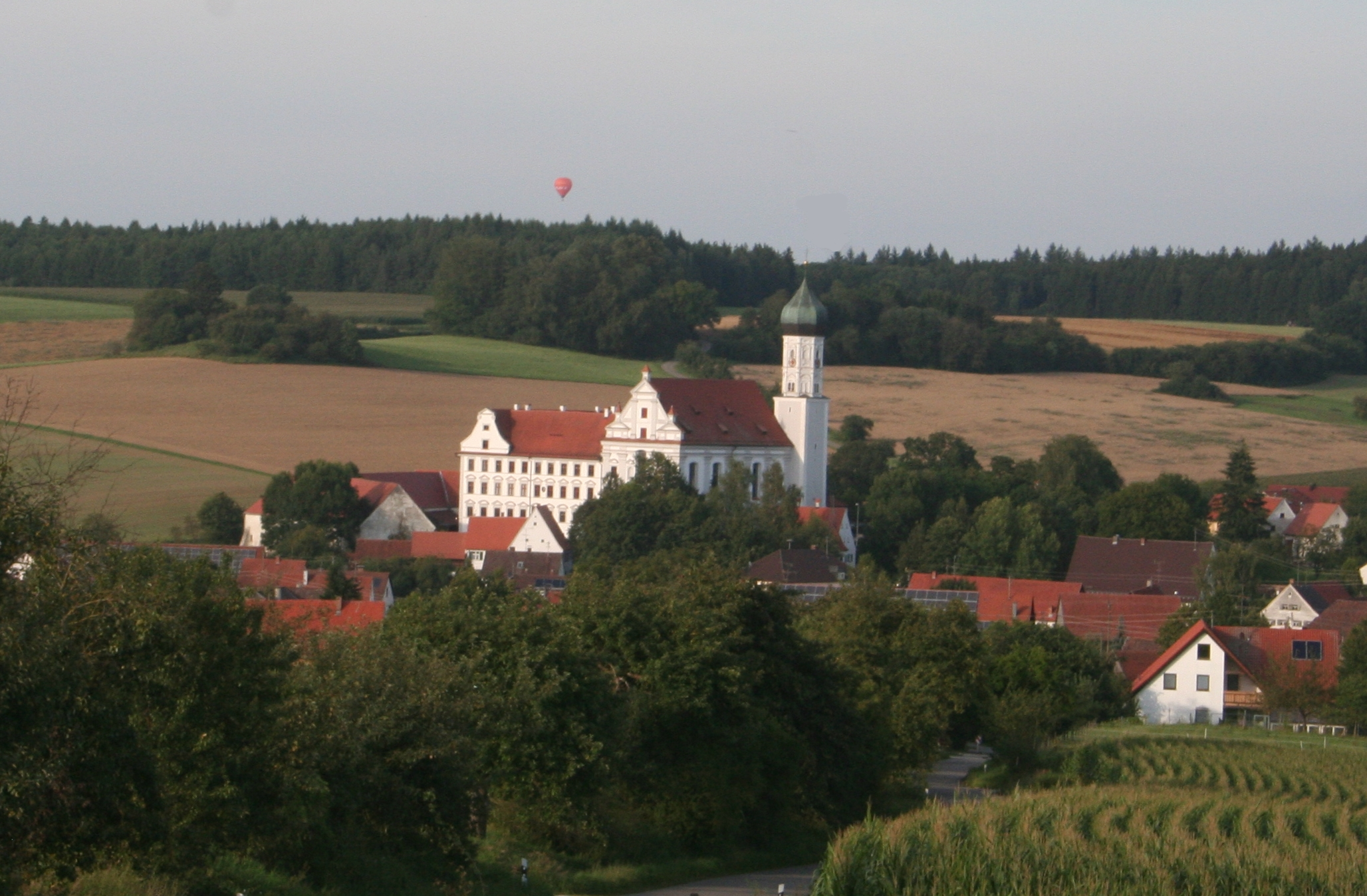
Pohled na zámek Edelstetten

Svatá říše římská se však pod tlakem Napoleona Bonaparta blížila ke svému konci (hlavní usnesení mimořádné císařské deputace z roku 1803). František II. se 11. srpna 1804 prohlásil rakouským císařem, a sice ještě předtím, než se Napoleon 2. prosince 1804 korunoval francouzským císařem. V roce 1806 se František II. vzdal koruny Svaté říše římské a prohlásil říši za zaniklou. To znamenalo, že Mikuláš II. nebyl nikdy schopen použít svůj nově získaný hlas na lavici říšských knížat. Zůstal však titulární vzestup knížat Esterházy mezi vládnoucí rody Německa (od roku 1815 označované jako mediatizované rody). Přetrvává však legenda, že Napoleon po svém vítězství nad Rakouskem v bitvě u Wagramu v roce 1809 během páté koaliční války Mikuláši II. Esterházymu nabídl uherskou královskou korunu. Legenda na druhou stranu svědčí o významu knížete kolem roku 1810, protože si v Paříži koupil dům a Luigimu Cherubinimu dokonce nabídl místo kapelmistra na dvoře Esterházyů. Cherubini zkomponoval monumentální Messa solenne per il Principe Esterházy D-moll, kterou dokončil 7. října 1811. Kníže však později svou nabídku kvůli finančním problémům stáhl.
Břemeno koaličních válek a vydržování obrovského dvora stále více zasahovalo finance majorátu. Po svatbě dědičného prince Pavla Antonína s princeznou Terezií z Thurnu a Taxisu v Řezně v roce 1812 byl Esterházy na pokraji bankrotu. Když musely být všechny stavební projekty zastaveny a dvůr musel být drasticky omezen, Mikuláš II. uprchl v dubnu 1813 do Nice a později do Říma, aby unikl ostudě.

### Návrat a založení Muzea v Mariahilfu (1814–1824)

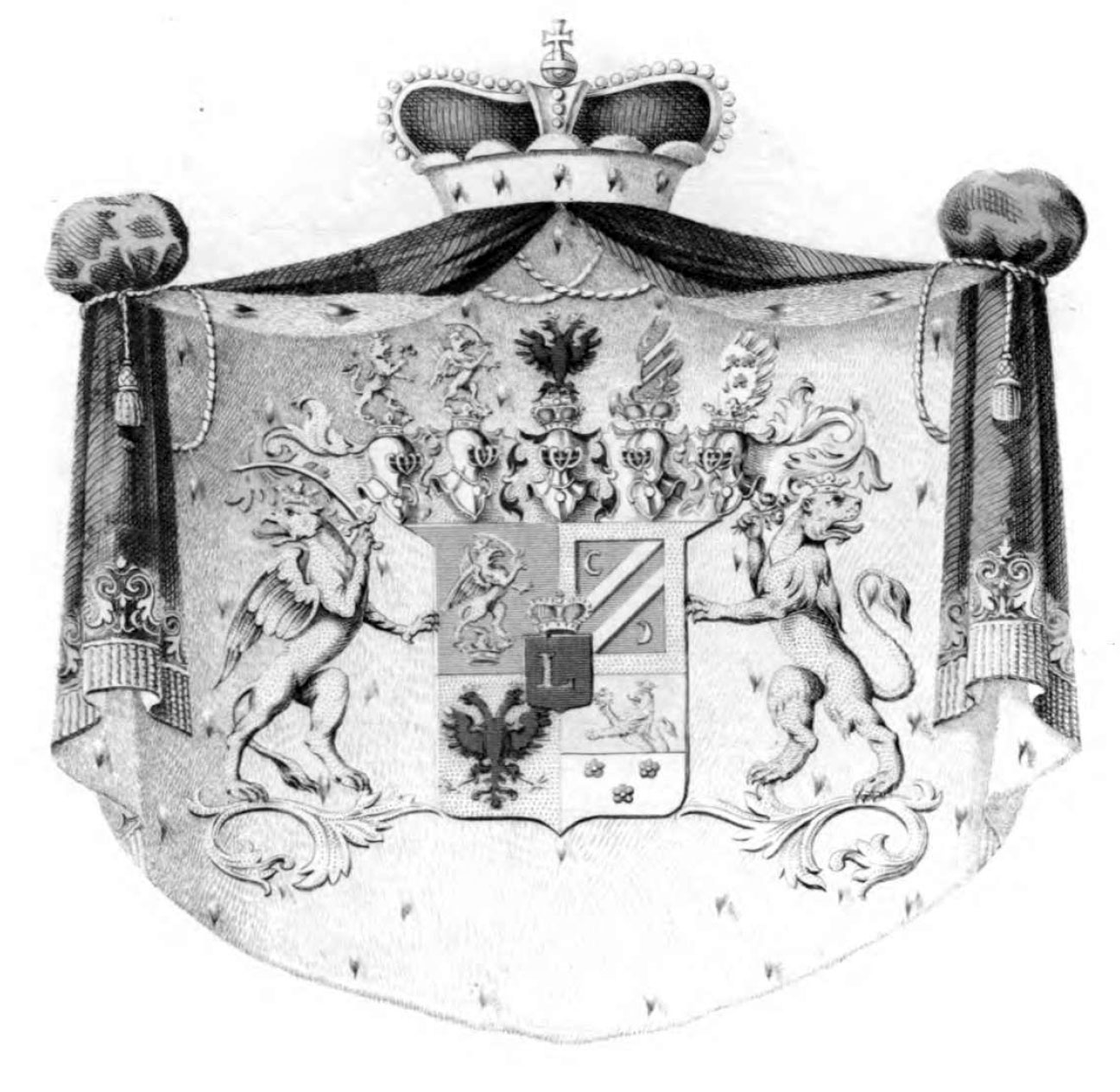
Knížecí erb, 1803

Když byl na jaře 1814 svržen Napoleon I., Vídeň se připravovala na příjezd nejvyšších diplomatů a evropské šlechty, kteří se chtěli zúčastnit Vídeňského kongresu, tehdejší vrcholné politické a společenské akce. Kníže Mikuláš II. se této události, která obnovila panovnickou a aristokratickou moc v Evropě, držel stranou. Léčil se z deprese a vyčerpání v Nervi u Janova a procestoval Evropu se svou milenkou, Francouzkou Marií Louise Plaideux. Znovu zde začal nakupovat a objednávat umění, jsou známy četné zakázky u sochařů Bertela Thorvaldsena, Rudolfa Schadowa, Pietra Teneraniho a Adama Tadoliniho.
Tato mimořádně moderní a významná sbírka soudobých soch zaplnila v roce 1817 muzeum uměleckých pokladů v zahradní paláci v Mariahilfu (bývalý palác Kaunitzů), který kníže Mikuláš II. nově získal. Byla vybudována přístavba pro tzv. muzeum, sbírku soch. Obrazy, grafiky, knihy a horniny byly instalovány v zahradním paláci a byly zpřístupněny veřejnosti.
Ačkoli se Mikuláš od Vídeňského kongresu zcela stáhl z očí veřejnosti a většinu zim trávil cestováním po Itálii nebo ve svém paláci v Neapoli, který získal v roce 1817, prostřednictvím Muzea v Mariahilfu navenek působil jako liberální mecenáš.
V letech 1820–1821 se podařilo uskutečnit nákup proslulé Burkeovy sbírky, která se svými španělskými barokními malíři obohatila galerii Esterházyů o díla Murilla, El Greca a Francisca de Goyi. Koupě byla umělecko-historickou senzací a svědčila o vytříbeném citu knížecích rádců.
V roce 1824 zapůsobil Mikuláš II. na evropskou veřejnost naposledy, když byl vyslán do Londýna jako korunovační vyslanec ke korunovaci Jiřího IV ., s nímž byl spřátelený. Kníže měl na sobě legendární rodinnou diamantovou uniformu. Sir Walter Scott napsal: "... třpytil se jako galaxie!" Šperky byly vydraženy v roce 1867 v aukční síni Christie's v Londýně a skončily u Charlese Lewise Tiffanyho, který takto založil společnost „Tiffany and Co“.

### Útěk na ostrov Mainau (1825–1833)

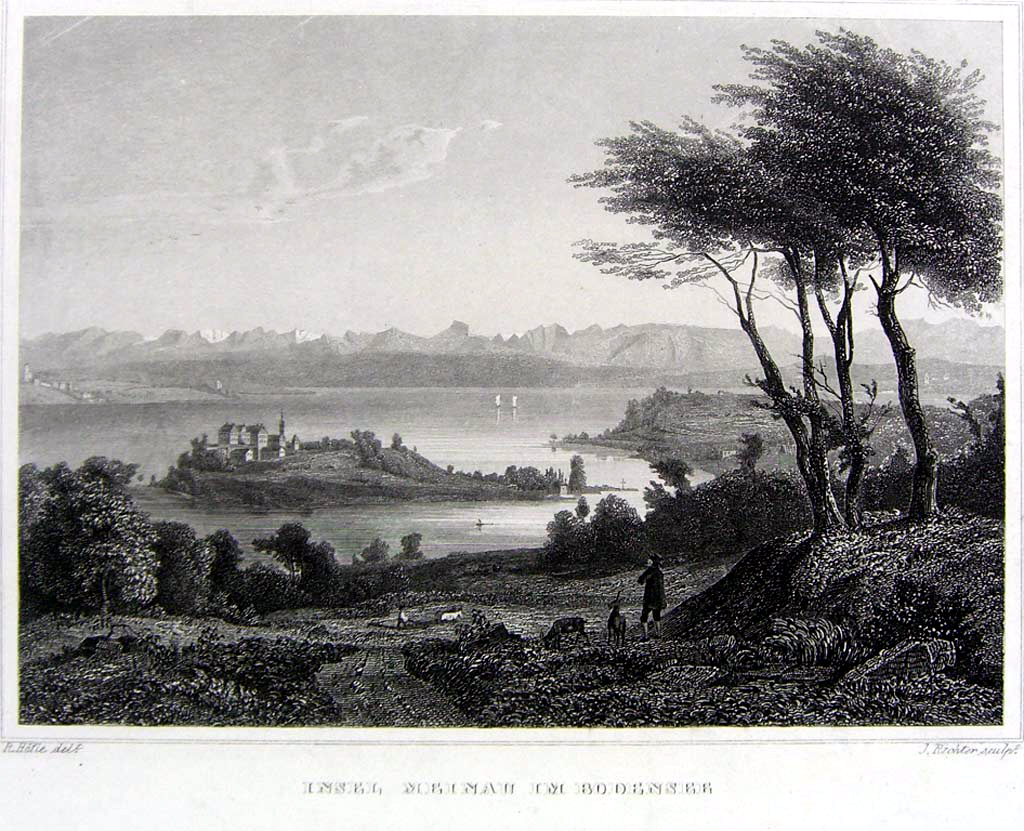
Ostrov Mainau na Bodamském jezeře (ocelorytina, kolem 1860)

Protože se sebevědomý Mikuláš jako poslanec uherského zemského sněmu příliš často střetával s císařem Františkem, dluhy majorátu stále narůstaly a společenská pověst knížete následkem dlouholetého vztahu s Marií Louise Plaideux značně utrpěla, vrátil se kníže k soukromému životu mimo Vídeň a Eisenstadt.
Za tímto účelem získal panství Pfannberg ve Štýrsku (1818), panství Jeutendorf a panství Ardagger v Dolních Rakousích (1830) a Gailingen u Bodamského jezera (1831). Výnos panství měl také zajistit jeho nemanželské děti. Již v roce 1827 koupil Mikuláš II. od velkovévody Ludvíka I. Bádenského ostrov Mainau na Bodamském jezeře, který používal jako časté sídlo. Kníže zde nechal vytvořit zahrady s exotickými rostlinami z eisenstadtských sbírek rostlin a vybudoval tak pověst ostrova, který je dnes známý jako ostrov květin. Své milence Plaideux, jejím dvěma dcerám a společnému synovi koupil v roce 1828 baronský titul z Mainau.
V témže roce se majorát dostal do platební neschopnosti kvůli těmto velkým nákupům, špatnému hospodaření a stále větší nevypočitatelnosti knížete v hospodářských záležitostech. Nakonec věčně cestujícímu knížeti zbyla jen malá apanáž, neboť aby se zabránilo jeho úpadku, na majorát musela být v roce 1832 uvalena nucená správa.

### Smrt a následnictví
Kníže Mikuláš II. zemřel krátce před svými šedesátými osmými narozeninami cestou do Itálie v Como 25. listopadu 1833.
Krátce poté byl pohřben v rodinné hrobce ve františkánském klášteře v Eisenstadtu. Knížecí sarkofág se dnes nachází v centrální lodi novogotické trojlodní sloupové síně, kterou v kryptě nechal v letech 1856–1857 postavit Franz Storno. Sarkofág byl pravděpodobně vyroben podle návrhu Charlese de Moreau. Je postaven přímo u východní stěny, je podobný oltářnímu stolu a na něm je půlkruhová nápisová deska z červeného mramoru. Vytesaný nápis je pozlacen a nad ním se nachází knížecí erb Esterházyů. Nad sarkofágem na stěně, kterou lemují vysoká kružbová okna, visí krucifix s tělem Krista v životní velikosti. Knížete Mikuláše II. a jeho manželku Marii Josefu z Liechtensteinu († 1845) připomíná také pamětní kámen v podobě obdélníkové desky z červeného mramoru s tesaným, pozlaceným nápisem a kulatým bronzovým reliéfem, který byl umístěn v kryptě krátce po kněžnině smrti.

## Tituly, ocenění a služba v armádě
Od narození užíval titul hraběte, od roku 1783 byl jako vnuk říšského knížete princem a po smrti Mikuláše I. se stal dědičným princem (Erbprinz, 1790). Po úmrtí otce Antonína 1794 zdědil titul knížete s nárokem na oslovení Jasnost (Durchlaucht). Součástí knížecí titulatury Esterházyů byl dále titul hraběte z Forchtensteinu a také dědičná hodnost župana v Šoproňské župě. Jako největší pozemkový vlastník v Uhrách byl automaticky členem Horní komory Uherského sněmu (Sněmovna magnátů). Od roku 1804 byl také říšským okněžněným hrabětem z Edelstettenu. V roce 1790 získal titul císařského komorníka a od mládí také sloužil v armádě. S ohledem na své postavení jediného dědice obrovského majetku pravděpodobně nikdy nebojoval ve válkách, jeho služba v armádě měla spíše kurtoazní charakter a zastával důstojnické posty v elitních sborech císařských gard. Rychle postupoval v hodnostech a v roce 1793 byl již jako plukovník zástupcem velitele Královské uherské gardy (Premier-Lieutenant von der königl. ungarischen adelichen Leibgarde). V roce 1796 byl povýšen na generálmajora a v roce 1797 získal titul c. k. tajného rady. Od roku 1802 byl čestným majitelem pěšího pluku č. 32 dislokovaného v Pešti a v roce 1803 byl povýšen do hodnosti polního podmaršála. V letech 1803–1833 zastával čestnou hodnost kapitána uherské královské gardy a v armádě nakonec dosáhl druhé nejvyšší hodnosti polního zbrojmistra (1817). V roce 1797 obdržel velkokříž uherského Řádu sv. Štěpána a v roce 1808 se stal rytířem prestižního Řádu zlatého rouna. Později obdržel ještě několik vyznamenání od panovníků německých států, byl nositelem bádenského Domácího řádu věrnosti a Řádu zähringenského lva, hannoverského Řádu Guelfů a bavorského Řádu sv. Huberta. Od roku 1808 byl čestným členem Akademie výtvarných umění ve Vídni.

## Po smrti
Po jeho smrti byla většina sbírek prodána a vydražena a upadla v zapomnění. Značná část sbírky obrazů a grafik byla od roku 1865 vystavena v nové Uherské akademii věd a v roce 1871 ji rodina darovala Uherskému státu. Dnes je hlavní součástí Budapešťského Muzea krásných umění.
V roce 1862 byla po Mikuláši II. ve Vídni-Mariahilfu (6. obvod) pojmenována ulice Esterházygasse. Jelikož byl od roku 1823 majitelem Waldsteinské (Valdštejnské) zahrady (Waldsteingarten) ve vídeňském Prátru, jmenovala se dnešní ulice Waldsteingartenstraße ve 2. obvodu Leopoldstadt do roku 1908 Esterházystraße.

## Vývod z předků
|                                 |                                              |  |                           |                                         |  |  |  |  |  |  |  | Pavel I. Esterházy z Galanty |
|                                 |                                              |  |                           |                                         |  |  |  |  |  |  |  |                              |
|                                 | Josef I. Esterházy z Galanty                 |  |                           |                                         |  |  |  |  |  |  |  |                              |
|                                 |                                              |  |                           |                                         |  |  |  |  |  |  |  |                              |
|                                 |                                              |  |                           | Eva Thökölyová                          |  |  |  |  |  |  |  |                              |
|                                 |                                              |  |                           |                                         |  |  |  |  |  |  |  |                              |
|                                 | Mikuláš I. Josef Esterházy z Galanty         |  |                           |                                         |  |  |  |  |  |  |  |                              |
|                                 |                                              |  |                           |                                         |  |  |  |  |  |  |  |                              |
|                                 |                                              |  |                           | Jiří Julius z Gilleis a Sonnbergu       |  |  |  |  |  |  |  |                              |
|                                 |                                              |  |                           |                                         |  |  |  |  |  |  |  |                              |
|                                 | Marie Oktávie z Gilleisu                     |  |                           |                                         |  |  |  |  |  |  |  |                              |
|                                 |                                              |  |                           |                                         |  |  |  |  |  |  |  |                              |
|                                 |                                              |  |                           | Sabina Kristýna ze Starhembergu         |  |  |  |  |  |  |  |                              |
|                                 |                                              |  |                           |                                         |  |  |  |  |  |  |  |                              |
|                                 | Antonín I. Esterházy z Galanty               |  |                           |                                         |  |  |  |  |  |  |  |                              |
|                                 |                                              |  |                           |                                         |  |  |  |  |  |  |  |                              |
|                                 |                                              |  |                           | Helmhard Kryštof Ungnad z Weissenwolffu |  |  |  |  |  |  |  |                              |
|                                 |                                              |  |                           |                                         |  |  |  |  |  |  |  |                              |
|                                 | Ferdinand Bonaventura Ungnad z Weissenwolffu |  |                           |                                         |  |  |  |  |  |  |  |                              |
|                                 |                                              |  |                           |                                         |  |  |  |  |  |  |  |                              |
|                                 |                                              |  |                           | Maria Elisabeth, Gräfin von Lengheim    |  |  |  |  |  |  |  |                              |
|                                 |                                              |  |                           |                                         |  |  |  |  |  |  |  |                              |
|                                 | Marie Alžběta Ungnadová z Weissenwolffu      |  |                           |                                         |  |  |  |  |  |  |  |                              |
|                                 |                                              |  |                           |                                         |  |  |  |  |  |  |  |                              |
|                                 |                                              |  |                           | Gundakar Tomáš ze Starhembergu          |  |  |  |  |  |  |  |                              |
|                                 |                                              |  |                           |                                         |  |  |  |  |  |  |  |                              |
|                                 | Marie Terezie ze Starhembergu                |  |                           |                                         |  |  |  |  |  |  |  |                              |
|                                 |                                              |  |                           |                                         |  |  |  |  |  |  |  |                              |
|                                 |                                              |  |                           | Marie Beatrix Františka z Daunu         |  |  |  |  |  |  |  |                              |
|                                 |                                              |  |                           |                                         |  |  |  |  |  |  |  |                              |
| Mikuláš II. Esterházy z Galanty |                                              |  |                           |                                         |  |  |  |  |  |  |  |                              |
|                                 |                                              |  |                           |                                         |  |  |  |  |  |  |  |                              |
|                                 |                                              |  | Alexandr Mikuláš z Erdődy |                                         |  |  |  |  |  |  |  |                              |
|                                 |                                              |  |                           |                                         |  |  |  |  |  |  |  |                              |
|                                 | Ladislav Erdődy z Monyorókeréku              |  |                           |                                         |  |  |  |  |  |  |  |                              |
|                                 |                                              |  |                           |                                         |  |  |  |  |  |  |  |                              |
|                                 |                                              |  |                           | Johana Beatrix z Trauttmansdorffu       |  |  |  |  |  |  |  |                              |
|                                 |                                              |  |                           |                                         |  |  |  |  |  |  |  |                              |
|                                 | Mikuláš Erdődy z Monyorókeréku a Monoszlö    |  |                           |                                         |  |  |  |  |  |  |  |                              |
|                                 |                                              |  |                           |                                         |  |  |  |  |  |  |  |                              |
|                                 |                                              |  |                           | Mikulás z Illésházy                     |  |  |  |  |  |  |  |                              |
|                                 |                                              |  |                           |                                         |  |  |  |  |  |  |  |                              |
|                                 | Anna Marie z Illésházy                       |  |                           |                                         |  |  |  |  |  |  |  |                              |
|                                 |                                              |  |                           |                                         |  |  |  |  |  |  |  |                              |
|                                 |                                              |  |                           | Alžběta Balážová z Ďarmotu              |  |  |  |  |  |  |  |                              |
|                                 |                                              |  |                           |                                         |  |  |  |  |  |  |  |                              |
|                                 | Marie Terezie Erdődyová                      |  |                           |                                         |  |  |  |  |  |  |  |                              |
|                                 |                                              |  |                           |                                         |  |  |  |  |  |  |  |                              |
|                                 |                                              |  |                           | Adam Batthyány                          |  |  |  |  |  |  |  |                              |
|                                 |                                              |  |                           |                                         |  |  |  |  |  |  |  |                              |
|                                 | Ludvík I. Arnošt Batthyány                   |  |                           |                                         |  |  |  |  |  |  |  |                              |
|                                 |                                              |  |                           |                                         |  |  |  |  |  |  |  |                              |
|                                 |                                              |  |                           | Eleonora Batthyány-Strattmann           |  |  |  |  |  |  |  |                              |
|                                 |                                              |  |                           |                                         |  |  |  |  |  |  |  |                              |
|                                 | Marie Antonie Batthyányová                   |  |                           |                                         |  |  |  |  |  |  |  |                              |
|                                 |                                              |  |                           |                                         |  |  |  |  |  |  |  |                              |
|                                 |                                              |  |                           | Václav Norbert Oktavián Kinský          |  |  |  |  |  |  |  |                              |
|                                 |                                              |  |                           |                                         |  |  |  |  |  |  |  |                              |
|                                 | Terezie Kinská z Vchynic a Tetova            |  |                           |                                         |  |  |  |  |  |  |  |                              |
|                                 |                                              |  |                           |                                         |  |  |  |  |  |  |  |                              |
|                                 |                                              |  |                           | Anna Terezie z Nesselrode               |  |  |  |  |  |  |  |                              |
|                                 |                                              |  |                           |                                         |  |  |  |  |  |  |  |                              |